# Ванесса Вільямс
Ванесса Лін Вільямс (англ. Vanessa Lynn Williams; нар. 18 березня 1963, Бронкс, Нью-Йорк, Нью-Йорк, США) — американська акторка, поп/R&B-співачка, авторка пісень, продюсерка та модельєрка. Перша афроамериканка, яка виграла звання Міс Америка 1983; проте через скандал із публікацією оголених фото Вільямс у журналі Penthouse її усунули із конкурсу, а комісія призначила звання Міс Америка 1984 претендентці із Нью-Джерсі Сюзетті Чарльз. Через 32 роки Сем Гаскелл, головний виконавчий директор конкурсу, публічно попросив вибачення перед Вільямс під час проведення Міс Америка 2016.
Вільямс подолала наслідки скандалу, зробивши успішну кар'єру співачки та актриси. У 1988 році вона випустила свій дебютний студійний альбом «The Right Stuff».

## Життєпис
Ванесса Лін Вільямс народилася 18 березня 1963 року в Бронксі, Нью-Йорк.
З Рамоном Херві II одружилася у 1987 році, того ж року народила дочку Мелані. Пізніше народила Джилліан Герві та Девін. У 1997 році пара розлучилася. Після цього у 1999 році Вільямс одружилася із баскетбольним гравцем NBA Ріком Фоксом. У них є одна дочка, Саша Габріелла Фокс. Вільямс і Фокс розлучилися у 2004 році. У 2015 році одружилася із Джимом Скріпом, бізнесменом із Баффало.
Її дочка Джилліан Герві стала співачкою, танцюристкою та учасницею музичного гурту Lion Babe.

## Дискографія
Студійні альбоми
- The Right Stuff (1988)
- The Comfort Zone (1991)
- The Sweetest Days (1994)
- Star Bright (1996)
- Next (1997)
- Silver & Gold (2004)
- Everlasting Love (2005)
- The Real Thing (2009)

## Вибрана фільмографія
| Рік       |    | Українська назва                 | Оригінальна назва                                | Роль                        |
| --------- | -- | -------------------------------- | ------------------------------------------------ | --------------------------- |
| 1987      | ф  | Мисливець на дівчат              | The Pick-up Artist                               | Рей                         |
| 1991      | ф  | Гарлі-Девідсон і ковбой Мальборо | Harley Davidson and the Marlboro Man             | Лулу Деніелс                |
| 1992      | с  | Принц із Беверлі-Гіллз           | The Fresh Prince of Bel-Air                      | Денні Мітчелл               |
| 1996      | ф  | Стирач                           | Eraser                                           | Лі Каллен                   |
| 1996      | с  | Зоряний шлях: Глибокий космос 9  | Star Trek: Deep Space Nine                       | Арандіс                     |
| 1997      | тф | Одіссея                          | The Odyssey                                      | Каліпсо                     |
| 1999      | ф  | Пригоди Елмо в Брудляндії        | The Adventures of Elmo in Grouchland             | Королева сміття             |
| 2000      | ф  | Шафт                             | Shaft                                            | детектив Кармен Васкес      |
| 2000      | с  | Вулиця Сезам                     | Sesame Street                                    | сама себе                   |
| 2002      | с  | Еллі Мак-Біл                     | Ally McBeal                                      | Шейла Гант                  |
| 2006—2010 | с  | Не краса по-американськи         | Ugly Betty                                       | Вільгельміна Слейтер        |
| 2009      | ф  | Ханна Монтана                    | Hannah Montana: The Movie                        | Віта                        |
| 2010—2012 | с  | Відчайдушні домогосподарки       | Desperate Housewives                             | Рені Пері                   |
| 2011      | с  | Королівські перегони Ру Пола     | RuPaul's Drag Race                               | сама себе / запрошена суддя |
| 2012      | мс | Фінеас і Ферб                    | Phineas and Ferb                                 | бортпровідниця              |
| 2014      | па | Спогади про Марні                | яп. 思い出のマーニー англ. When Marnie Was There | Хісако                      |
| 2015      | с  | Проєкт «Мінді»                   | The Mindy Project                                | доктор Філіпс               |
| 2015      | с  | Дорогий доктор                   | Royal Pains                                      | Олімпія Г'юстон             |
| 2015      | с  | Гарна дружина                    | The Good Wife                                    | Кортні Пейдж                |
| 2016      | с  | Брод Сіті                        | Broad City                                       | Елізабет Карлтон            |
| 2016—2017 | с  | Бібліотекарі                     | The Librarians                                   | Синтія Роквелл              |
| 2016—2018 | мс | Закон Майла Мерфі                | Milo Murphy's Law                                | доктор Ейлін Андервуд       |
| 2017      | с  | Американська сімейка             | Modern Family                                    | Ронда                       |
| 2019      | мс | Лікар Плюшева                    | Doc McStuffins                                   | Делайла                     |
| 2023      | с  | Королівські перегони Ру Пола     | RuPaul's Drag Race                               | сама себе                   |
| 2024      | с  | Елсбет                           | Elsbeth                                          | Розалін Брідвелл            |